# 황산초등학교 (전남)
황산초등학교는 대한민국 전라남도 해남군 황산면 남리리에 있는 공립 초등학교이다.

## 학교 연혁
- 1922년 4월 1일 황산공립보통학교 개교
- 1938년 4월 1일 황산공립심상소학교로 개칭[1]
- 1941년 4월 1일 황산공립국민학교로 개칭[2]
- 1949년 12월 31일 황산국민학교로 명칭 변경[3]
- 1996년 3월 1일 황산초등학교로 개칭[4]
- 1999년 9월 1일 황산서초등학교 통폐합
- 2004년 2월 29일 징의분교장 통폐합
- 2008년 3월 1일 원호분교장, 한자분교장 통폐합
- 2011년 3월 1일 옥동초등학교 통폐합
- 2016년 2월 18일 제91회 졸업 17명(총8,670명)
- 2016년 9월 1일 김형만 교장 부임(32대)
- 2017년 2월 10일 제92회 졸업 22명(총 8,692명)

## 학교 상징
- 교화 - 철쭉 : 심미, 명랑, 쾌활
- 교목 - 은행나무 : 의지, 강한 체력, 굳센 마음
- 교색 - 녹색 : 희망, 높은 이상, 푸른 꿈

## 참고 자료
- 황산초등학교 - 한국교육학술정보원 학교알리미